# République démocratique du Vietnam
1945–1976
Entités précédentes :
- Empire du Viêt Nam (1945)
- État du Viêt Nam (Indochine française) (1954)

Entités suivantes :
- République socialiste du Viêt Nam

La république démocratique du Vietnam (communément Viêt Nam du Nord ou Nord Viêt Nam), en abrégé RDVN, est un ancien régime politique vietnamien, proclamé le 2 septembre 1945 par Hô Chi Minh, chef du Parti communiste vietnamien. Alors que l'Indochine française est en plein chaos à la suite de l'occupation japonaise lors de la Seconde Guerre mondiale, le Việt Minh, mouvement contrôlé par les communistes, déclare l'indépendance du Viêt Nam. La France reprend toutefois le contrôle de l'Indochine, au moyen de l'envoi du CEFEO, et le gouvernement de la RDVN doit alors prendre le maquis, déclenchant la guerre d'Indochine. 
À l'issue de ce conflit et de la défaite française lors de la bataille de Diên Biên Phu en 1954, les accords de Genève donnent à la république démocratique du Viêt Nam le contrôle du Nord du pays. La division du territoire entre deux États rivaux indépendants (le Sud de l’ancienne colonie française étant devenu le Sud Viêt Nam) débouche sur la guerre du Viêt Nam avec l’intervention militaire des États-Unis dans les années 1960. En 1973, les accords de paix de Paris décident du retrait militaire américain, et en 1975, après la chute de Saïgon, le territoire du Sud Viêt Nam passe sous le contrôle du gouvernement révolutionnaire provisoire du Việt Cộng. L'année suivante, les deux entités communistes fusionnent et le pays, réunifié, prend son nom actuel de république socialiste du Viêt Nam.

## Déclaration d'indépendance et création
La république démocratique du Viêt Nam est née lors de la déclaration d'indépendance du Viêt Nam faite par Hô Chi Minh le 2 septembre 1945 à Hanoï sur la place Ba Dinh. Cette déclaration d'indépendance est l'aboutissement de la « révolution d'Août » menée par le Việt Minh.
Cette indépendance n'a pas été reconnue par la puissance tutélaire française qui créa l'État du Viêt Nam en 1949. Cette non-reconnaissance déclencha la guerre d'Indochine. La paix est conclue au prix de la partition en deux zones de regroupement militaire, suivant les Accords de Genève de 1954. La république démocratique du Viêt Nam avec les troupes de l'Armée populaire vietnamienne se situe alors au nord du 17e parallèle alors que l'État du Vietnam (qui allait devenir la république du Viêt Nam) sous la souveraineté de l’empereur Bảo Đại rappelé de son exil à Hong Kong se situe lui au sud du 17e parallèle.

## Le régime communiste
Le gouvernement nord-vietnamien entreprend en 1956 de lancer une réforme agraire, mais procède de manière dogmatique, en divisant les paysans en cinq classes sociales, allant du propriétaire terrien à l'ouvrier agricole : la politique menée est totalement inadaptée aux structures agricoles du Nord, où les tout petits propriétaires constitue la grande majorité des exploitants. Des cadres communistes sont envoyés dans les campagnes pour liquider les « propriétaires » et les « féodaux » : dans cette campagne de « rectification » du monde rural, qui se déroule sur fond d'appels à la haine contre l'« ennemi » de classe, de très nombreux abus sont commis, les agents du régime travaillant selon un système de quotas de personnes à sanctionner. La réforme agraire au Nord Viêt Nam cause des milliers, voire des dizaines de milliers, de morts. En parallèle est menée une purge des cadres du Parti : les militants soupçonnés d'être des « contre-révolutionnaires » infiltrés sont arrêtés ou exécutés. En novembre 1956, un soulèvement paysan éclate dans la province de Nghệ An : Hô Chi Minh fait écraser la rébellion par la troupe et environ 6 000 paysans sont tués ou déportés. L'évènement passe inaperçu, du fait notamment de l'insurrection de Budapest qui se déroule au même moment. Hô Chi Minh reconnaît néanmoins que des abus ont été commis durant la réforme agraire et présente ses regrets au peuple, ce qui lui permet de préserver sa popularité et son image de « modéré ». Trường Chinh, tenu pour responsable, est démis de ses fonctions de secrétaire général du Parti des travailleurs du Viêt Nam ; l'essentiel des dirigeants du régime reste cependant en place. Passé cette période de crise, le pays reprend son processus d'« édification socialiste ».
Au début de 1961, 85 % des exploitations sont collectivisées, dont 12 % dans des coopératives agricoles supérieures dites « socialistes ». Le Nord Viêt Nam reçoit en outre, à partir de 1955, une aide financière conséquente de la part de l'URSS et de la république populaire de Chine, ce qui lui permet de lancer un processus d'industrialisation,,,,.

## Guerres d’indépendance
La guerre du Viêt Nam de réunification est menée conjointement par la république démocratique du Viêt Nam et le Front national de libération du Sud Viêt Nam (également connu sous le terme péjoratif popularisé par ses adversaires : Việt Cộng).

## Réunification
À la capitulation inconditionnelle de Saïgon le 30 avril 1975, le gouvernement révolutionnaire provisoire de la république du Sud Viêt Nam, gouvernement du Viêt Cong, remplace la république du Viêt Nam. Un an plus tard, il fusionne avec la république démocratique du Viêt Nam pour donner naissance à la république socialiste du Viêt Nam, en 1976. Cette dernière se trouve rapidement confrontée à la troisième guerre d’Indochine, avec la Chine.